# Småtjärnarna (Sundsjö socken, Jämtland)
Småtjärnarna är en sjö i Bräcke kommun i Jämtland och ingår i Indalsälvens huvudavrinningsområde.